# Aleurocanthus mackenziei
Aleurocanthus mackenziei là một loài côn trùng cánh nửa trong họ Aleyrodidae, phân họ Aleyrodinae.
Aleurocanthus mackenziei được Cohic miêu tả khoa học đầu tiên năm 1969.